# Саламин (дим)
Салами́н (греч. Δήμος Σαλαμίνας) — община (дим) в Греции. Входит в периферийную единицу Острова в периферии Аттике. Включает острова Саламин,  Айос-Еорьос, Арпидони, Аталанди, Гайдури, Триниса (Тримеса), Лерос, Макронисос, Мегали-Кира, Микри-Кира, Неа-Канакия, Неа-Пера, Неа-Перистерия, Ревитуса. Население — 39 283 жителя по переписи 2011 года.  Площадь — 96,161 квадратного километра. Плотность — 408,51 человека на квадратный километр. Административный центр — Саламин. Димархом на местных выборах 2014 года выбрана Исидора Нану-Папатанасиу (Ισιδώρα Νάννου-Παπαθανασίου).
Община создана в 1835 году. В 1912 году (ΦΕΚ 262Α) упразднена. В 1943 году (ΦΕΚ 134Α) община вновь создана. В 2010 году (ΦΕΚ 87Α) по программе «Калликратис» к общине Саламин присоединена упразднённая община Амбелакия.

## Административное деление

Административное деление общины:
1 — Саламин
2 — Амбелакия

Община (дим) Саламин делится на 2 общинные единицы.
| Общинная единица | Сообщество | Население (2011), человек |
| ---------------- | ---------- | ------------------------- |
| Амбелакия        | Амбелакия  | 4998                      |
| Амбелакия        | Селиния    | 2509                      |
| Саламин          | Саламин    | 25 888                    |
| Саламин          | Эандион    | 5888                      |